# Eucharitolus
Eucharitolus is een kevergeslacht uit de familie van de boktorren (Cerambycidae). De wetenschappelijke naam van het geslacht werd voor het eerst geldig gepubliceerd in 1885 door Bates.

## Soorten
Eucharitolus omvat de volgende soorten:
- Eucharitolus bellus (Melzer, 1927)
- Eucharitolus depressus Botero & Monné, 2012
- Eucharitolus dorcadioides (White, 1855)
- Eucharitolus geometricus (Tippmann, 1960)
- Eucharitolus lituratus (Melzer, 1934)
- Eucharitolus longus Botero & Monné, 2012
- Eucharitolus pulcher Bates, 1885
- Eucharitolus spilotus Botero & Monné, 2012